# Улица Бялика
Улица Бялика (ивр. רחוב ביאליק — рехо́в биа́лик) — улица в «Белом городе» (историческом центре) Тель-Авива, застроенная в 1930—1940-х годах в основном в архитектурном стиле баухаус. Была основана как улица, соединяющая первое здание тель-авивского муниципалитета с улицей Алленби. Названа в честь «национального поэта» Израиля, Хаима Нахмана Бялика ещё при его жизни, что является редкостью. Начинается от улицы Алленби, и идет на север параллельно линии моря. Заканчивается улица площадью Бялика (на пересечении с улицей Идельсона). Является важным центром Белого города, занесённого в список объектов Всемирного наследия ЮНЕСКО.

## История
В 1924 году в честь великой признательности жителей Эрец Исраэль, и жителей Тель-Авива в частности, за решение поселиться в молодом и развивающемся городе, улица и площадь, на которой жил Хаим Нахман Бялик были торжественно названа его именем. Его дом, номер 22, до сих пор стоит на площади Бялика.
Расцвет улицы как интеллектуального и культурного центра города пришёлся на 1930-е годы. После смерти Бялика в 1934 году городская администрация решила, что память великого поэта заслуживает большей улицы, и его именем был назван бульвар ХЕН (ивр. שדרות ח"ן — сдеро́т хен, Х и Н — Хаим Нахман).
В 1976 году на площади Бялика был установлен круглый фонтан, в центре которого мозаика Нахума Гутмана «История Тель-Авива» (ивр. פסיפס תולדות תל אביב — пси́пас тольдо́т тель ави́в). В 2008 году мозаика была перенесена на бульвар Ротшильда, вместо неё на площади появился небольшой круглый пруд.
В наши дни по улице не ходит общественный транспорт и на ней нет магазинов, но значение её в истории тель-авивской архитектуры сложно переоценить. Целый ряд зданий прошли реставрацию к 100-летию со дня основания города. Форма следует за функцией — девиз стиля баухаус, для которого характерны четкие линии, прямые углы и минималистский декор.

## Достопримечательности
Бялика 2: «Кафе Бялик», расположенное на пересечении улиц Бялика, Алленби и Черниховского, было спроектировано архитектором Давидом Тувьей и построено в 1932 году. Изначально планировавшееся как кафе в стратегически привлекательной точке, оно сразу стало центром притяжения жителей города, студентов и интеллектуалов. 30 марта 2002 года в кафе произошёл террористический акт, совершенный членом группировки Бригады мучеников Аль-Аксы (военное крыло ФАТХ), в котором погиб один человек и около 30-ти получили ранения. После этого в здании был открыт магазин одежды. В конце 2000-х годов хозяйка здания Даниэла Вайс решила снести постройку и возвести на его месте семиэтажный жилой дом, что вызвало активные протесты жителей, после чего планы были изменены и согласованы с городским комитетом.
Бялика 14: музей Реувена Рубина, известного израильского художника. Сам Рубин с 1946 года жил в этом доме, построенном в международном стиле. В 1983 году, через 9 лет после его смерти, в здании был открыт музей его творчества.
Бялика 21: музей баухауса построен в 1935 году по проекту Шломо Гепштейна. Фасад выходит на площадь Бялика. Восстановлено в 2000 году. С 2008 года на первом этаже находится музей баухауса.
Бялика 22: Дом Бялика, построен по проекту Иосифа Минора. Стиль сочетает западные и восточные мотивы, круглые, открытые террасы, купола и арки. Первый этаж выполнен в керамическом оформлении синего цвета, в том числе на библейские темы. Авторство оформления принадлежит школе изящных искусств Бецалель — дизайнеру Зееву Рабану. Мебель и внутренняя отделка — Авраам Кринитцы (будущий мэр Рамат-Гана). Бялик, родившийся на Украине, жил в Эрец-Исраэль с 1924 года. В 1937 году дом открыт для посещения почитателями поэзии Бялика. Музей включает архив поэта и его библиотеку в 3 500 томов.

## Галерея

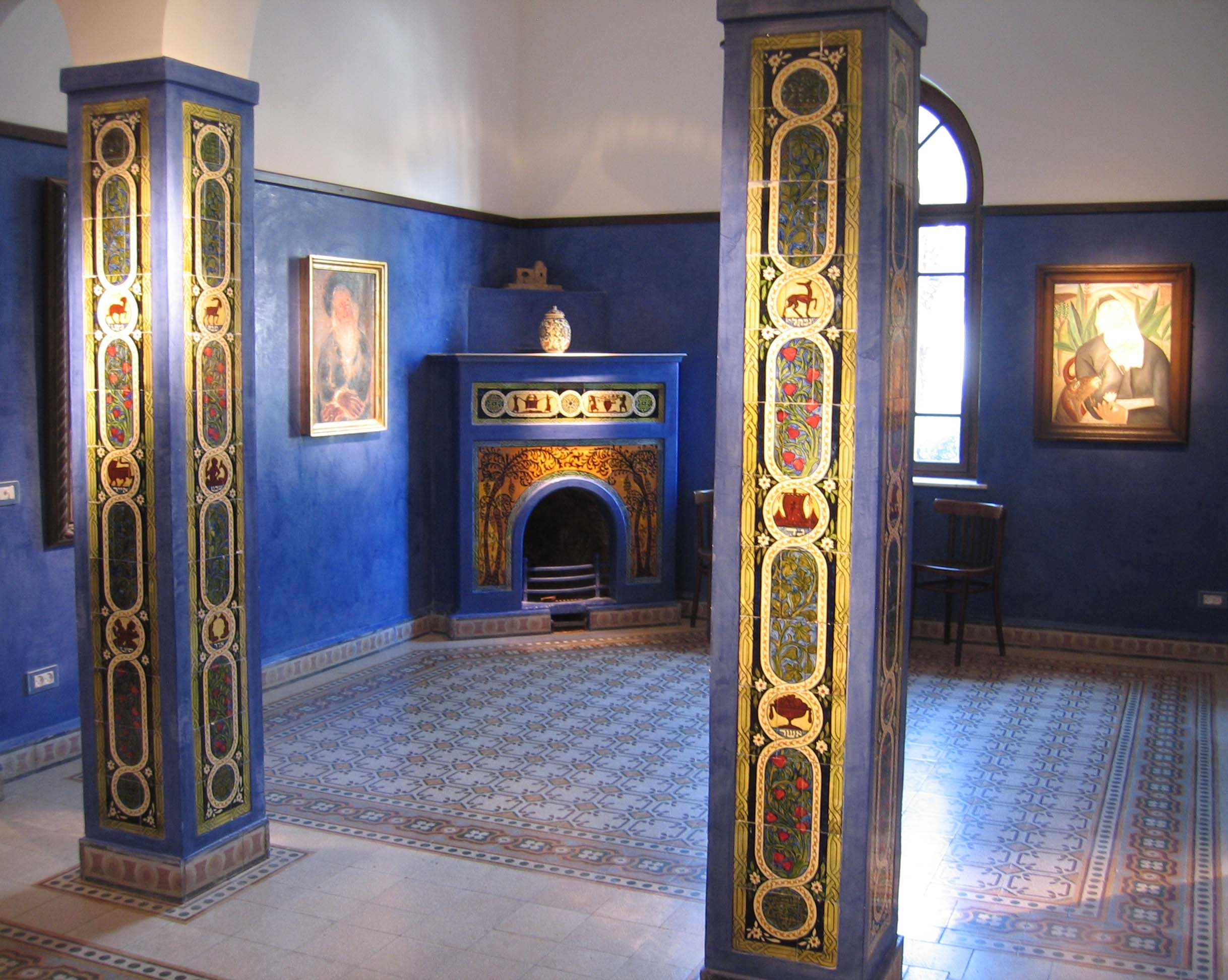
Первый этаж с плиточным полом, колоннами и камином
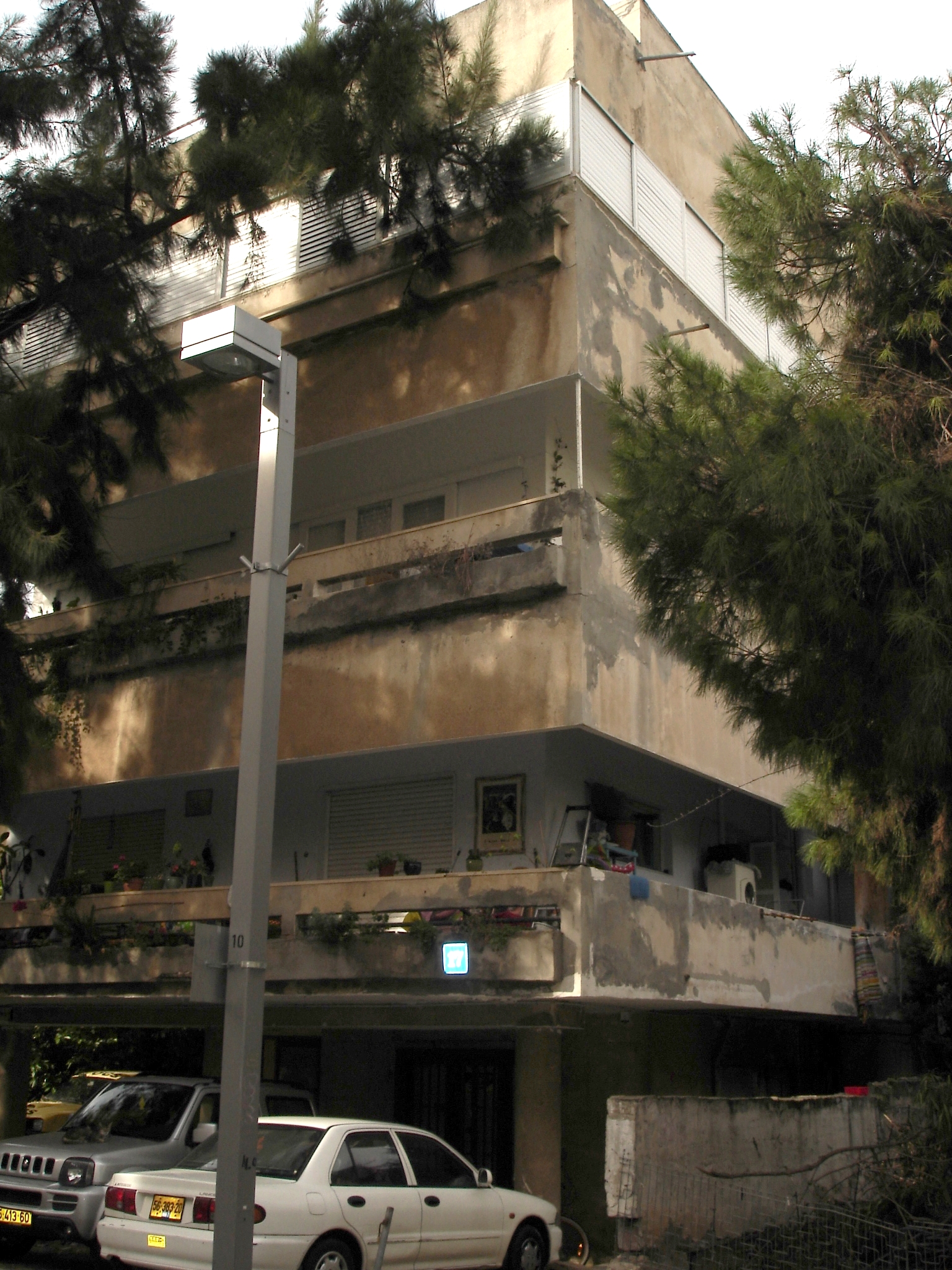
Бялика 17
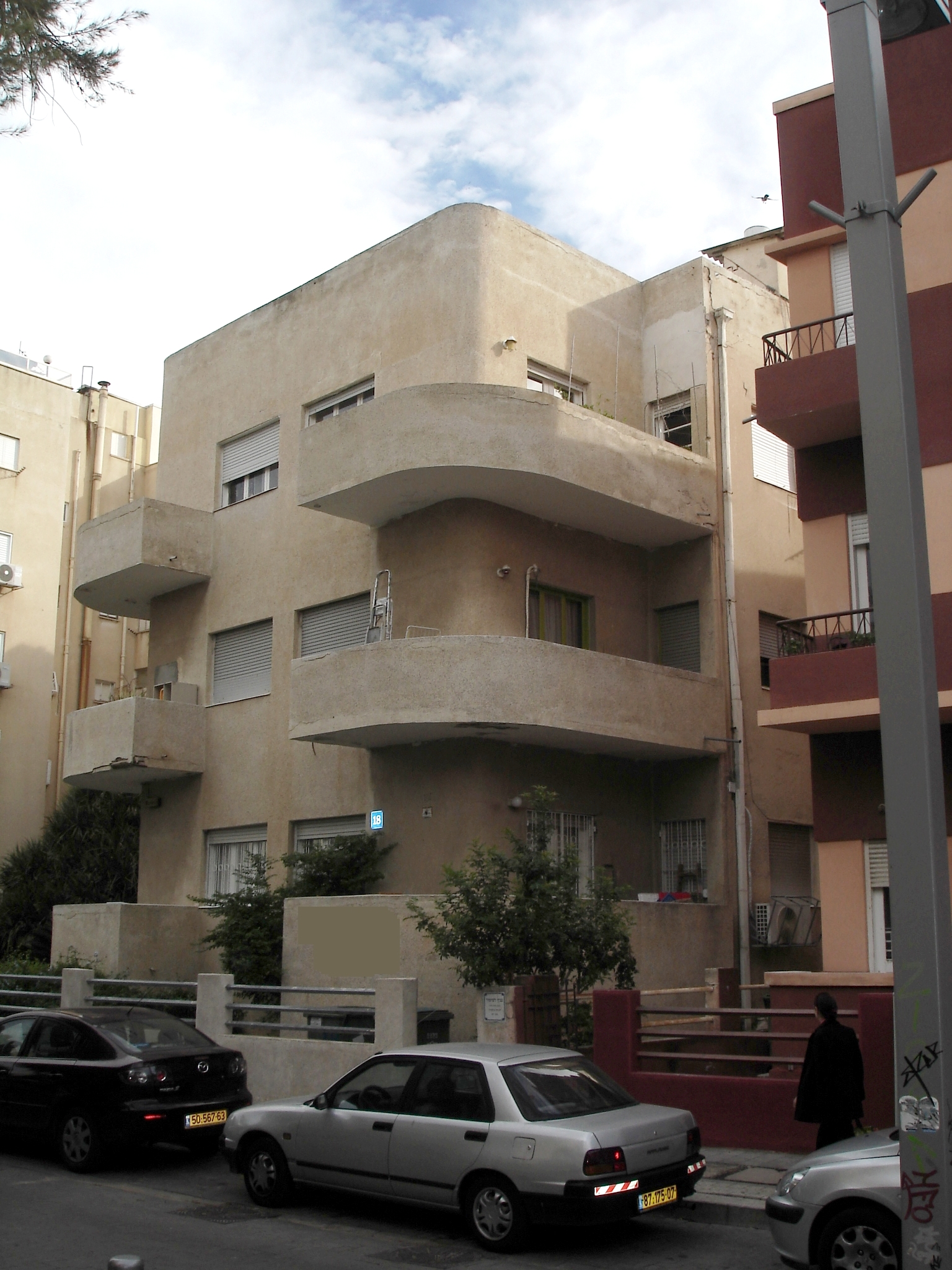
Бялика 18 - типичный пример баухауза
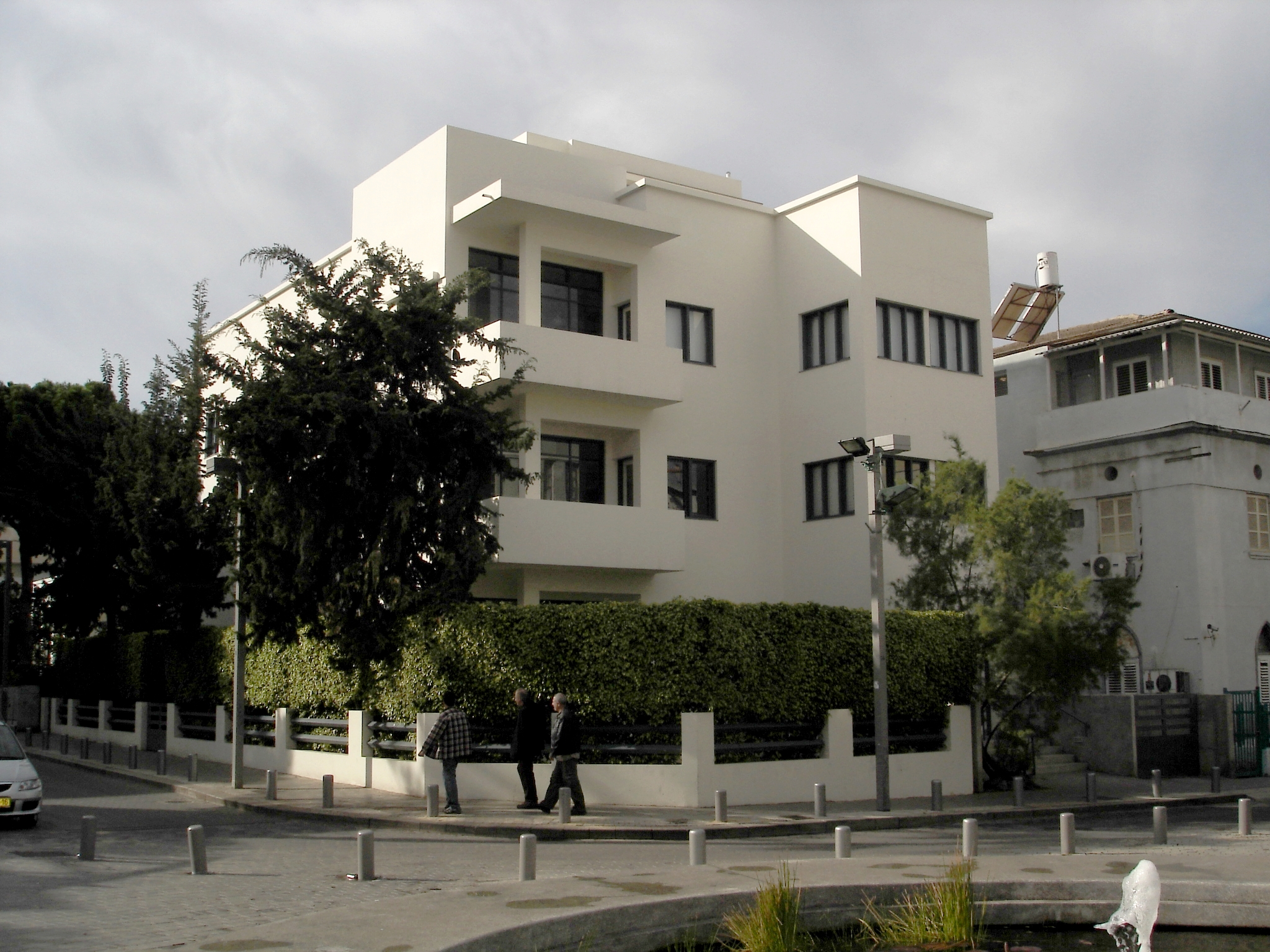
Фасад дома Ш. Яффе на площади Бялика
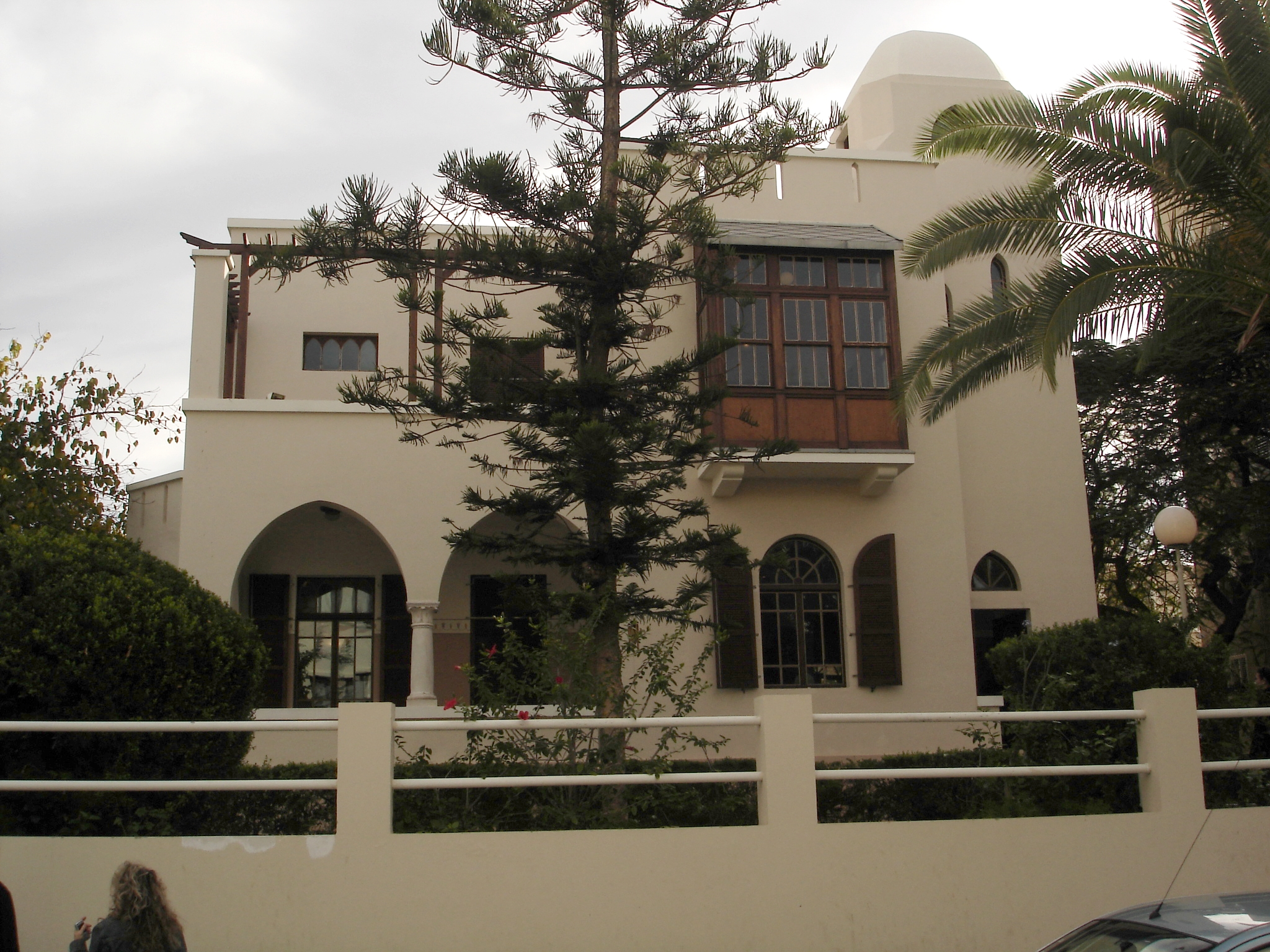
Дом Бялика (2010) после реставрации